# Nephodia subocellata
Nephodia subocellata là một loài bướm đêm trong họ Geometridae.